# Kallurunaganahalli, Mysore
Kallurunaganahalli là một làng thuộc tehsil Mysore, huyện Mysore, bang Karnataka, Ấn Độ.